# Warchoły (Nisko)
Warchoły – część miasta Nisko na południe od centrum miasta, przy ul. Nowej, w pobliżu stacji kolejowej Nisko Racławice.

## Historia
Między 1530 a 1621 stanowiły własność kapituły sandomierskiej wraz z wsią Nisko i innymi pobliskimi wioskami.
Za II RP Warchoły należały już do Niska, od 1933 miasta.
Podczas II wojny światowej Niemcy wyodrębnili Warchoły z Niska, włączając je do nowo utworzonej gminy Górno w powiecie Jaroslau w dystrykcie krakowskim (Generalne Gubernatorstwo). Liczyły wtedy 815 mieszkańców.
Po wojnie powrócono do stanu administracyjnego sprzed wojny, przez co Warchoły ponownie stały się częścią Niska.